# Pic oriflamme
Gecinulus rafflesii
Espèce
Statut de conservation UICN

 NT  : Quasi menacé
Le Pic oriflamme (Gecinulus rafflesii) est une espèce d'oiseaux de la famille des Picidae, dont l'aire de répartition s'étend sur la Birmanie, la Thaïlande, la Malaisie, Brunéi, et l'Indonésie. Il a disparu de Singapour.

## Liste des sous-espèces
D'après le Congrès ornithologique international, cette espèce est constituée des deux sous-espèces suivantes :
- Gecinulus rafflesii rafflesii  (Vigors, 1830)
- G. rafflesii dulitense Delacour, 1946